# Adrianus Petrus Hubertus de Bekker
Adrianus Petrus Hubertus de Bekker (Hooge en Lage Zwaluwe, 22 januari 1904 – Beek en Donk, 15 maart 1991) was een Nederlands politicus.
Hij werd geboren als zoon van Petrus Hubertus Antonius de Bekker (1860-1932?; vishandelaar) en Anthonia Maria Kreetz (1875-1953). In oktober 1929 werd hij eerste ambtenaar bij de gemeentesecretarie van Voorhout. In mei 1934 volgde hij de enkele maanden eerder overleden H.L. Verstraaten op als gemeentesecretaris van Mill en Sint Hubert. De Bekker werd in april 1946 de burgemeester van Gemert. Daarmee trad hij in de voetsporen van zijn opa Adrianus Hubertus Egon de Bekker die burgemeester van de gemeenten Engelen en Bokhoven was. Midden 1966, tweeënhalf jaar voor A.P.H. de Bekker de pensioengerechtigde leeftijd zou bereiken, vroeg hij vanwege gezondheidsproblemen ontslag aan. Hij overleed in 1991 op 87-jarige leeftijd. 
Hij was drager van het Verzetsherdenkingskruis. Zijn jongere broer Louis de Bekker is ook burgemeester geweest.